# 布莱尔维尔
布莱尔维尔（法語：Blairville，法語發音：[blɛʁvil]）是法国上法兰西大区加来海峡省的一个市镇，属于阿拉斯区。

## 地理
布莱尔维尔（50°13'11"N, 2°42'51"E）面积4.6 平方千米，位于法国上法蘭西大區加来海峡省，该省份为法国北部沿海省份，西北濒北海，南至索姆省，东临北部省。
与布莱尔维尔接壤的市镇（或旧市镇、城区）包括：瓦伊、朗萨尔、里维耶尔、阿丹费尔、菲舍、昂德库尔莱朗萨尔。

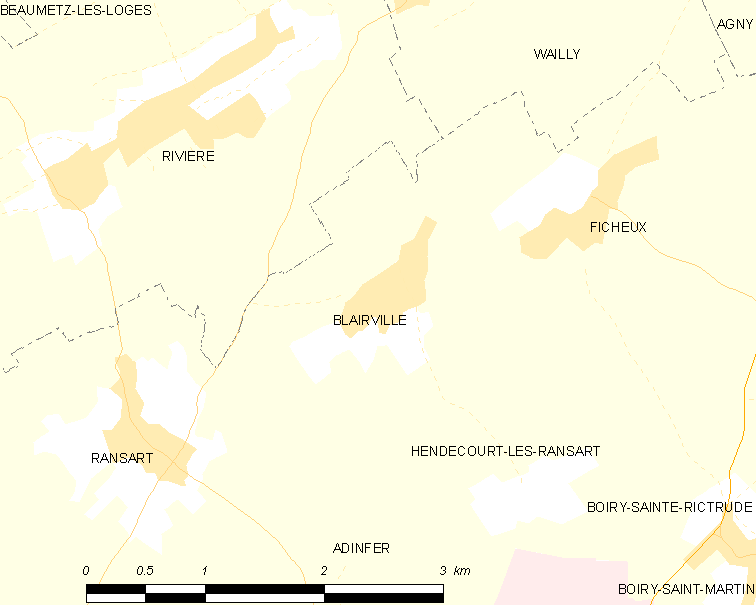
布莱尔维尔的OSM定位图

布莱尔维尔的时区为UTC+01:00、UTC+02:00（夏令时）。

## 行政
布莱尔维尔的邮政编码为62173，INSEE市镇编码为62135。

## 政治
布莱尔维尔所属的省级选区为阿韦讷勒孔特县。

## 人口

1962-2008年间布莱尔维尔人口变化图示

布莱尔维尔于2022年1月1日时的人口数量为306人。